# Auyantepui
Auyan-tepuy o Auyantepuy que en la lengua de los pemones significa la “Montaña de los Espíritus” o "Montaña de los Dioses", es un tepuy  en la parroquia Santa Elena de Uairén del Municipio Gran Sabana del estado Bolívar, dentro del parque nacional Canaima. Es el tepuy más grande, y el más famoso y visitado de Venezuela.

## Historia
El Auyantepuy alcanzó fama internacional en 1935, cuando la caída del Salto Ángel fue vislumbrada accidentalmente por Jimmy Angel, piloto que aterriza de emergencia en la cima con su avioneta, aunque previamente se habían reportado avistamientos del lugar. En junio de 1962 fue incluido en el Parque nacional Canaima y en 1991 su protección fue reforzada como parte del Monumento natural Formaciones de Tepuyes, en 1994 fue declarado patrimonio de la Humanidad por la Unesco.

## Enlaces externos

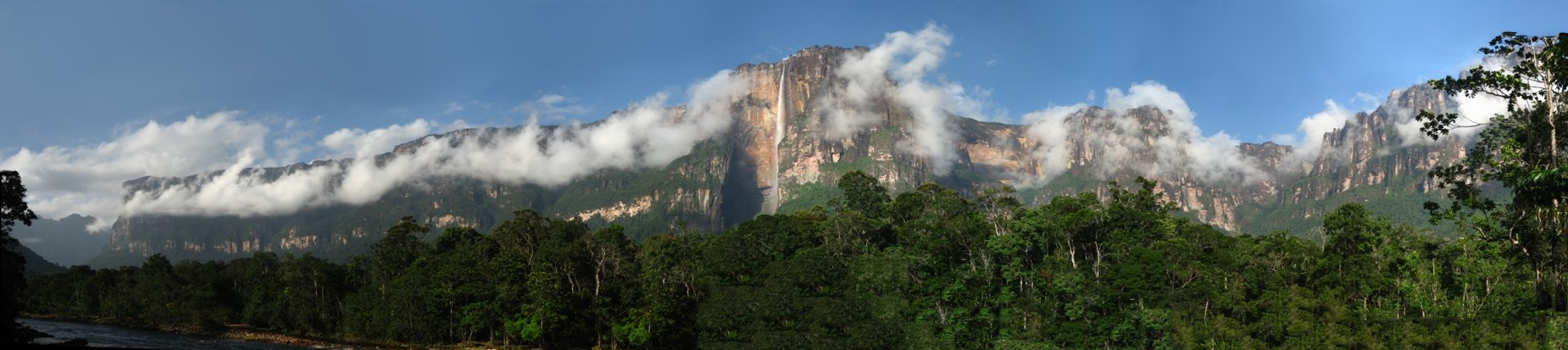
Parcialmente nublado vista de Auyán-tepuy y el Salto Ángel (centro) desde el campamento de Isla Ratón, tomada durante el final de la estación seca

## Características
El Auyantepuy es un gigante entre las mesetas grandes. Tiene una altitud de 2535 metros y una superficie de unas 70.500 hectáreas o  705 kilómetros cuadrados, lo que quiere decir que tiene una superficie comparable a la de países como Singapur o es mucho más extenso que naciones como Andorra. Desde su cima se precipita la cascada más alta del mundo: el Kerepakupai Vená, más conocido como Salto Ángel. 
No solo el Salto Angel es el atractivo de esta meseta, también se pueden observar otros tales como el Valle de las Mil Columnas ubicado justo en la cúspide y del lado opuesto una profunda cueva vertical llamada Sima Aonda.

## Lugares de interés
- Salto Angel
- Salto Iyavapa
- Valle Encantado
- Churún Merú
- Churún Vená
- Salto Cortina
- Cuevas de Aonda
- Cañón de Aonda
- Cañón del Diablo
- La Catira
- El Valle de las Mil Columnas
- Mono de piedra
- Dinosaurio de piedra
- Acarano
- Monumento El Libertador
- Bosque del Oso
- El Laberinto